# Манкільйос
Манкільйос (ісп. Manquillos) — муніципалітет в Іспанії, у складі автономної спільноти Кастилія-і-Леон, у провінції Паленсія. Населення — 63 особи (2010).
Муніципалітет розташований на відстані близько 210 км на північ від Мадрида, 20 км на північ від Паленсії.

## Демографія
Динаміка населення (INE ):